# Kenwyne Jones
Kenwyne Joel Jones (Point Fortin, 5 ottobre 1984) è un ex calciatore trinidadiano, di ruolo attaccante.
È primatista di presenze (10), assieme a Jonathan Walters, Robert Huth, Dean Whitehead, Ryan Shotton, e di reti (4) con la maglia dello Stoke City nelle competizioni calcistiche europee.

## Biografia
È il nipote dell'ex attaccante Philbert Jones.

## Carriera

### Club
Kenwyne è stato il miglior marcatore della Secondary Schools Football League di Trinidad & Tobago nel 2000. La sua squadra vinse il Tobago Heritage Festival Tournament.
È stato Giocatore dell'anno della Secondary Schools Football League (SSFL) nel 2001 e nel 2002. Esordì con il Southampton il 22 gennaio 2005 contro il Liverpool. Nel febbraio 2007 fu inserito nella Squadra della settimana del Championship League. Segnò 14 reti in 25 partite per il Southampton nella stagione 2006 e nel 2007 fu ingaggiato in Premiership dal Sunderland. Fu nominato Giocatore dell'anno di Trinidad e Tobago nel 2007 e il Giocatore della stagione 2007-2008 al Sunderland.

### Nazionale
Ha militato nella Nazionale Under-15, Under-17 e Under-20, di cui fu capitano, con cui ha disputato il Mondiale di categoria nel 2001; successivamente è stato membro dell'Under-23 olimpica.